# Roger Vailland
Roger Vailland (ur. 16 października 1907 w Acy-en-Multien, zm. 12 maja 1965 roku w Meillonnas) – francuski pisarz, eseista, i scenarzysta filmowy.

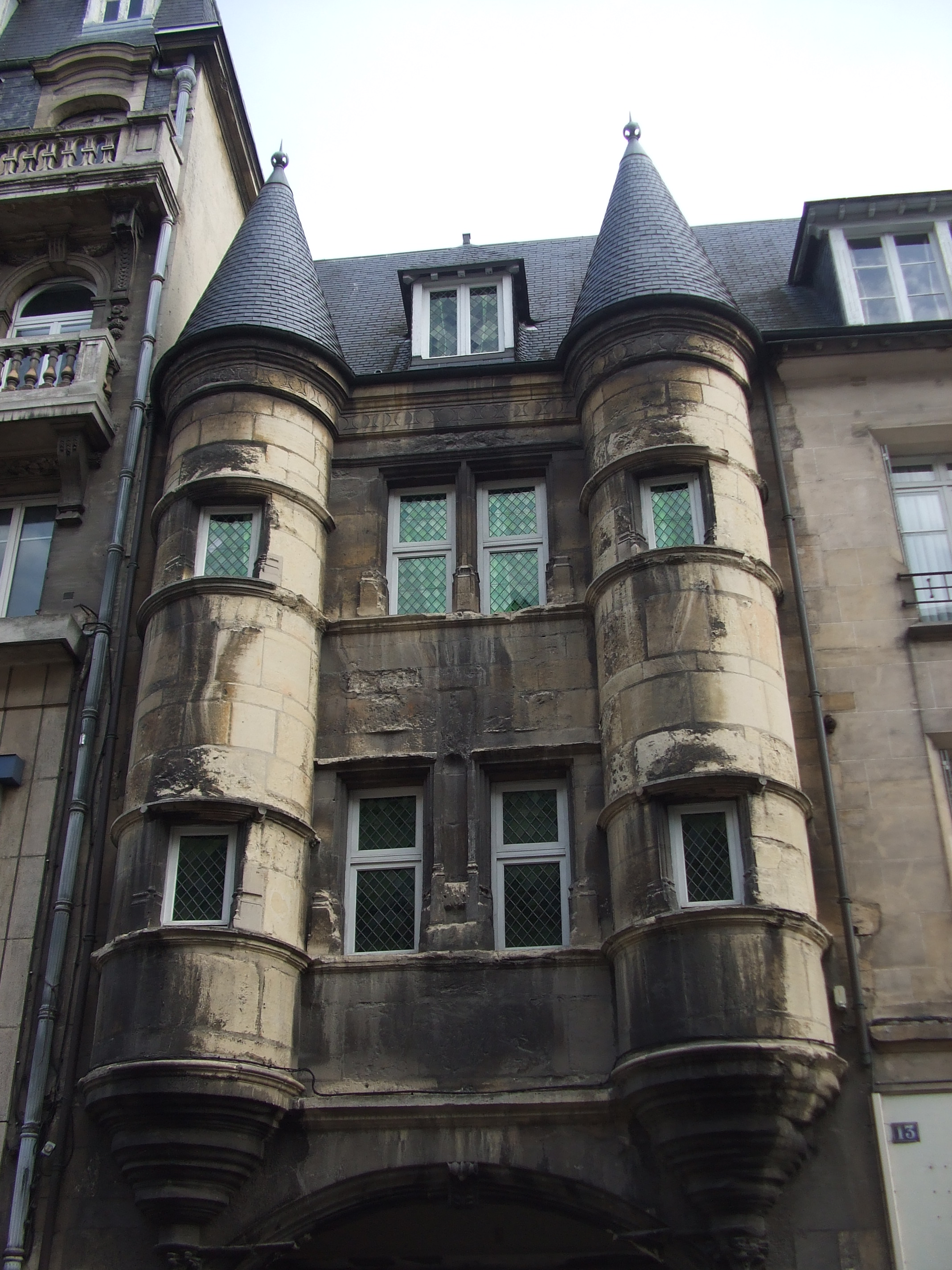
miejsce pobytu Rogera

## Życiorys
- Drôle de jeu, Prix Interallié, Éditions Corrêa, Paryż, 1945
- Les Mauvais coups, Éditions Sagittaire, 1948
- Bon pied, bon œil, Éditions Corrêa, Paryż, 1950
- Un Jeune homme seul, Éditions Corrêa, Paryż, 1951
- Beau masque, Éditions Gallimard, Paryż, 1954
- 325 000 francs, Éditions Corrêa, Paryż, 1955
- La Loi, Nagroda Goncourtów 1957.
- La Fête, Éditions Gallimard, Paryż, 1960
- La Truite, Éditions Gallimard, Paryż, 1964
- La Visirova, Messidor, Paryż, 1986
- Cortès, le conquérant de l’Eldorado, Messidor, Paryż, 1992